# フレアバーテンディング

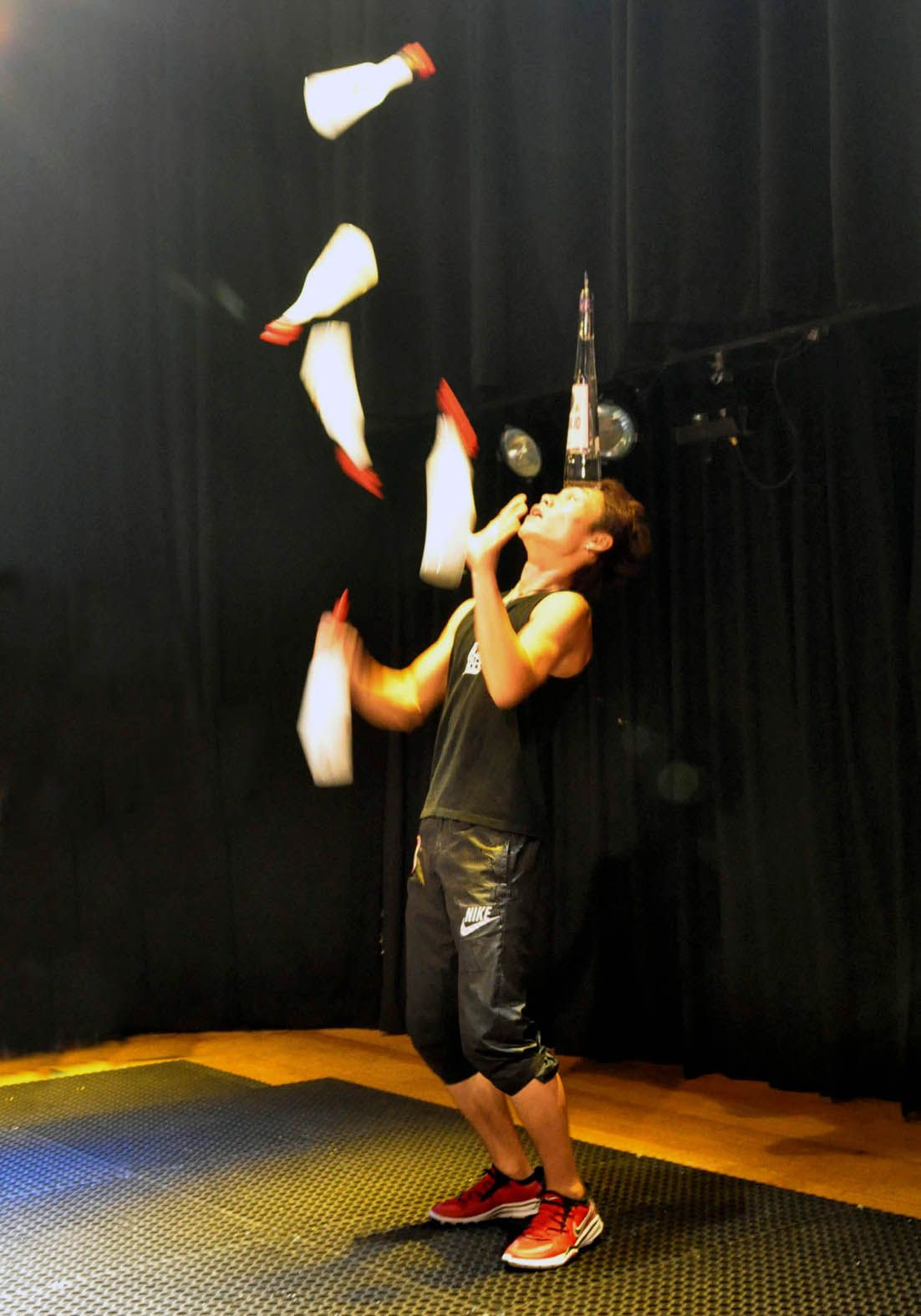
フレアバーテンディング

フレアバーテンディング (Flair Bartending) とは、バーテンダーがボトルやシェーカー、グラスなどを用いた曲芸的なパフォーマンスによって、オリジナルカクテルを作り提供するスタイルである。フレアバーテンディング の技術を有するバーテンダーを、フレアバーテンダー (Flair Bartender) と呼ぶ。英語のスラングであるフレア(flair) は、主に「自己表現」と訳されている。

## 歴史
フレアバーテンディングの起源は、19世紀アメリカのバーテンダー、ジェリー・トーマスが生んだカクテル、ブルー・ブレイザー (Blue Blazer) の、点火したウイスキーを2つのグラス上で交互に移し替えるパフォーマンスであるとされている。
フレアバーテンディングの名称は、アメリカのレストランバーのチェーン店、T.G.I.FRIDAY'Sの講師、マイク・ワーナー (Michael (Mike) Werner) によって最初に用いられたとされる。
映画『カクテル』（1988年）の撮影では、T.G.I.FRIDAY'Sのジョン・バンディ (John Bundy) が、主演のトム・クルーズにフレアバーテンディングの技術指導を行なった。「カクテル」の上映は、フレアバーテンディングをよりポピュラーなものにしたとされる。（2003年）T.G.I.FRIDAY'Sの金城光浩 (フレアバーテンダーUPT)が日本人で初めて国際大会優勝を果たす。

## フレアバーテンディングの分類
ワーキング・フレア
バーにおける通常の営業時に行なわれる。
エキシビジョン・フレア
パーティーの席などで行なわれ、パフォーマンス性がより重視される。
フリースタイル
エキシビション・フレアよりもパフォーマンスに特化し、オリジナリティが重視される。
コンペティション・フレア
競技用のフレア・バーテンディング。

## フレアバーテンディングの用語
ポア
酒やジュースを注ぐこと。ポアリングとも呼ぶ。
スピル
酒やジュースを溢れさせること。スピレッジとも呼ぶ。
トス
回転をかけずに放ること。
フリップ
回転をかけて放ること。縦フリップと横フリップがある。
グリップ
ボトルやシェーカーなどをにぎること。
キャッチ
ボトルやシェーカーなどをつかんで受け止めること。
バランス
手の甲、肘、頭などの身体の部分で、ボトルなどのバランスをとること。
スピン
ボトルやティンなどを、手から離さず回転させること。
バウンス
ボトルやティンなどを、身体を使って弾ませること。
ネック
ボトルの首にあたる部分。
ボトム
ボトルの下部。ボディとも呼ぶ。
レギュラーグリップ
ボトルを置いた状態で、そのままネックを握る握り方。
リバースグリップ
ボトルを置いた状態で、逆手でネックを握る握り方。
タンデム
二人一組のチームワークで行なうこと。

## フレアバーテンディングを使った作品
（映画）
- 「カクテル」(1988年・アメリカ合衆国、トム・クルーズ主演)

（テレビドラマ）
- 「FLAIR BARTENDER'Z」(2022年・毎日放送)

（コミック）
- 「まどろみバーメイド」(早川パオ、芳文社コミックス)